# マルセロ・アルバレス
マルセロ・アルバレス（Marcelo Álvarez、1962年2月27日 - ）は、アルゼンチン出身のテノール歌手。リリコからスピントの役柄を歌うテノールとして、現在トップクラスの一人である。

## 経歴
1962年、アルゼンチンのコルドバに生まれる。幼少期に音楽を学ぶが、大学では経済学を専攻し、卒業後は家業の家具工場で働いていた。妻の薦めでオペラを学び始めたのは30歳の時だったが、その才能はすぐに見出され、1995年にヨーロッパの歌劇場にデビューし、その後主要オペラハウスで活躍を続けている。
レパートリーは、ドニゼッティ、プッチーニ、ヴェルディなどである。

## 家族
現在、妻と息子と共にイタリアに住んでいる。